# Koningslaagte (molen)
De Koningslaagte is een poldermolen in het gelijknamige gebied ten westen van het dorp Zuidwolde, ten zuidoosten van Adorp en ten noorden van de stad Groningen.
De molen werd ter vervanging van een spinnenkopmolen gebouwd in 1878. Hierbij werden onderdelen gebruikt van twee gesloopte molens uit omgeving van Leek. Tot het einde van de jaren zestig van de twintigste eeuw was de molen hoofdgemaal van de polder, thans is de molen reservegemaal op vrijwillige basis.
Het molenaarsechtpaar woont naast de molen in de molenaarswoning en bemaalt de polder zeer regelmatig op windkracht. De molen is in 1983 geheel gerestaureerd en toen voorzien van zelfzwichting in combinatie met het Systeem van Bussel. Nadat de molen bij een storm in 2002 zwaar beschadigd raakte is de molen andermaal gerestaureerd.
De molen is, vaak in vol bedrijf, een belangrijk herkenningspunt aan de spoorlijnen van Groningen naar Roodeschool en Delfzijl. De molen, die op het grondgebied van de gemeente Het Hogeland ligt, was jarenlang eigendom van de Molenstichting Hunsingo en Omstreken, thans van de Stichting De Groninger Poldermolens.